# Rui Baião
Rui Miguel Marques Baião est un footballeur portugais né le 4 septembre 1980 à Montijo. Il évolue au poste de milieu de terrain.

## Biographie
Formé au Benfica Lisbonne, Rui Baião joue principalement en faveur du Portimonense SC et du SC Olhanense.
À l'issue de la saison 2009/2010, il a disputé 88 matchs en 1re division portugaise et inscrit 3 buts dans ce championnat.

## Carrière
- 1999-2002 :  Benfica Lisbonne
- 2001 :  FC Alverca (prêt)
- 2002-2003 :  Varzim SC
- 2003-2004 :  Estrela da Amadora
- 2004-2005 :  Gil Vicente FC
- 2005- janv. 2006 :  AO Kerkyra
- janv. 2006-2007 :  Portimonense SC
- 2007-2008 :  Dniepr Dniepropetrovsk
- 2008-2010 :  SC Olhanense
- 2010-2011 :  CD Fátima
- 2011-2014 :  CD Pinhalnovense[1],[2]

## Palmarès
- Champion du Portugal de D2 en 2009 avec le SC Olhanense

## Statistiques
À l'issue de la saison 2009-2010
- 88 matchs et 3 buts en 1re division portugaise
- 53 matchs et 10 buts en 2e division portugaise